# 全国抵抗运动
全国抵抗运动（英語：National Resistance Movement），常简称“运动”、「抵運」，是乌干达的一个政党，自1986年起是乌干达的執政黨。

## 歷史
全国抵抗运动组织在领导人约韦里·穆塞韦尼于1986年掌权前是叛军全国抵抗军的政治组织。此後，他一直任烏干達總統。2006年的總統選舉中，穆塞韦尼以59.28%得票率連任。2011年，他又以68.38%得票率當選。
2005年公民投票以前，乌干达以无政党民主分方式进行选举。各政党（反對黨）的实力无法直观比较，直至当年恢复多党制，但全国抵抗运动仍把持着对议会的絕對控制权。恢復多黨制後，抵抗運動也被指控騷擾反對派的成員。